# Сафронова Валентина Борисівна
Валентина Борисівна Сафронова (нар. 4 травня 1951, село Вознесенське, тепер Золотоніського району Черкаської області) — українська радянська діячка, муляр будівельного управління № 2 тресту «Криворіжіндустрбуд» Дніпропетровської області. Депутат Верховної Ради УРСР 10—11-го скликань.

## Біографія
Освіта середня спеціальна.
З 1968 року — муляр будівельного управління № 2 тресту «Криворіжіндустрбуд» Дніпропетровської області.
Член КПРС з 1980 року.
Потім — на пенсії в місті Кривий Ріг Дніпропетровської області.

## Нагороди
- ордени
- медалі